# لیندفیلد، نیو ساوت ولز
لیندفیلد (به انگلیسی: Lindfield) یک حومه شهر در استرالیا است که در نیو ساوت ولز واقع شده‌است.